# Église Saint-Jacques de Naves (Les Vans)
Pour les articles homonymes, voir Église Saint-Jacques et Naves.
L'église Saint-Jacques-le-Majeur de Naves est l'église catholique du village de Naves rattaché en 1973 à la commune des Vans, dans le département de l'Ardèche.

## Description
Cette église romane dédiée à saint Jacques le Majeur date du XIIe siècle et XIIIe siècle. Construite sur une pente propice aux glissements de terrain, elle a été récemment restaurée alors qu'elle menaçait de s'effondrer.
Elle comporte un riche mobilier dédié à saint Jacques :
- de beaux vitraux modernes dédiés à saint Jacques le Majeur et son pèlerinage
- un tableau XIXe siècle de saint Jacques
- un tableau contemporain du Christ aux pèlerins
- une statue de saint Jacques, du XIXe siècle

## Classement
L'église Saint-Jacques de Naves fait l’objet d’une inscription au titre des monuments historiques depuis le 28 juin 1974.

## Galerie de photos

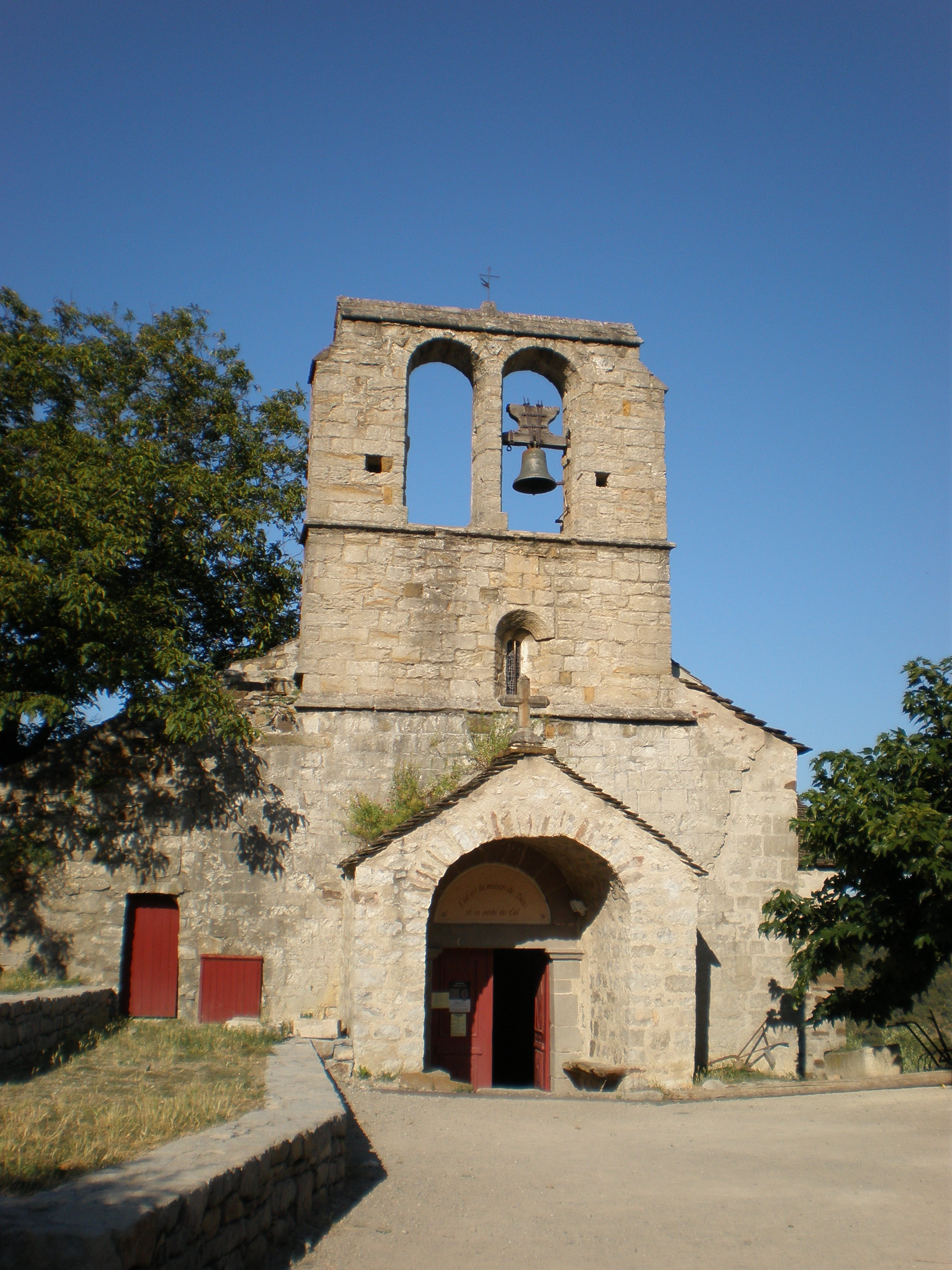
Clocher-mur de l'église de Naves.